# 大岡英介
大岡 英介（Eisuke oooka、おおおか えいすけ、1969年〈昭和44年〉8月1日 - ）は、日本の音楽家、映像作家、療術、気功講師。三重県津市一身田町出身。大岡療術院、Oversoul Sound Studio 代表、Apple Digital Masters 認定エンジニア、亀山トリエンナーレ実行員エンジニア担当、アートフォーラム三重実行員。

## 人物・来歴
高等学校中退後、1988年にパンクバンド「Cool The Adventures」を結成（ボーカル担当） 原宿歩行者天国、新宿アンティノックなどで活動。1989年に解散後にサウンドエンジニアの岩佐均が経営するレコーディングスタジオ「StarDustClub」にてソロレコーディング活動開始。
1991年に車の事故により頚椎むち打ち症から自律神経失調症とパニック障害となり3年間、社会復帰できず休養中に西洋医学での治療に限界を感じ代替医療（オルタナティブ・メディスン (非正統医療)）東洋医学や哲学、伝承医学など学ぶ。長年、体調不良への克服を身体を通じて作品への完全性から不完全な曖昧さと身体や心のエラーによる芸術の統合により抽象的表現に惹かれる。
美術家の大浦峰郎に小周天を中心とした自然気功を学ぶ。地球サミット（1992年）に参加した樹林気功の今田求仁生（著書「愚者の智恵」）と藤田雅子に森と樹の交流「ひとつらなりのいのち」を学ぶ。中国河南省の劉麗娟(リュウ・レイケン) に伝授された気功研究家の原宣之氏と澤田寿子氏から九九蓮花功（初級、中級、高級功）を学ぶ。22歳の頃、フランス・パリのルーブル美術館で見た「若き殉教者の娘』（Paul Delaroche, 1797-1856）の作品に魅了される。後に映像作品『Under Water』の制作に至る。1995年、舞踏家やコンテンポラリーダンス、建築空間と美術家とのボーダレスな即興演奏活動開始。
32歳の時、パートナーの大病により介護生活と死別経験。普遍的な死生観と世界共通する神話学、風化する伝承や歴史の痕跡などの追求しながら身体を通して「地域の風土や神話と普遍性を追求した喚起ある作品は、国境を超え、あらゆる人種に印象づけられる」と定義し記憶にある視覚的体験を映像化しビデオインスタレーションや環境音楽、サウンドパフォーマンスの表現活動をおこなう。
2012年、2枚目ソロアルバム「Underground storage gallery」をリリース。NHKプロモーションによる京都国立博物館の特別展覧会『古事記1300年・出雲大社大遷宮』『大出雲展』（八雲たつ～信仰の風景）の映像展示に楽曲「Underground Storage Gallery」を提供。
2013年、アートフォーラム三重 Video installationにて「Moksha」（解脱）を映像モデルにダンサーの中沢レイを迎えて発表。
2016年、写真家の松原豊と芸術監督に鳴海康平を迎えて3人のコラボレーションによる『幻灯会』Théâtre de Bellevilleにて開始。三重県津市の赤塚植物園『RedHill ヒーサーの森』オープン記念『Landscape ambient garden project』サウンドを制作。
2017年、赤塚植物園主催。鈴鹿山麓にある『鈴鹿の森庭園』夜の梅林ライトアップの楽曲「Landscape ambient garden project」を開始（2017年〜2025年）
サンディエゴのカセット&デジタル音楽レーベル「Sundays With Celladore #003 - Ft. Tectorum Tapes」に古代聖書で使用されたアルム語をコンセプトにした楽曲「Aramaic Bibie」を提供。収入は子供の飢えを終わらせることを目指す慈善団体"No Kid Hungry"に寄付をするプロジェクトに参加。
亀山トリエンナーレ2017（三重県亀山市）にて、映像と音楽のVideo art installationで参加。亀山市指定文化財の加藤家屋敷の歴史をコンセプトにした映像作品「YOMEIRI」を発表。
2018年、ポーランド現代作家6人展 アーティストトーク+即興パフォーマンス（伊勢現代美術館）「鈴木幸永 展 - 遥かな動物 II」トーク&ゲスト演奏出演。大岡英介 ギャラリートークとサウンドパフォーマンス（伊勢現代美術館 本館1F展示室）
2021年、大平和正展Ⅱ風に還れ/春〜新緑 WIND WORKS - 風を見る・動きを聴く- LIVE Performance。

## 映像インスタレーション
| 年     | タイトル                                            | 場所                        | 備考                        |
| ------ | --------------------------------------------------- | --------------------------- | --------------------------- |
| 2010年 | Revelation From The Past - Radio Noise Installation | 大阪天然芸術劇場            |                             |
| 2013年 | Moksha（解脱）                                      | Art Forum Mie               | 三重総合文化センター        |
| 2015年 | Under Water                                         | Art Forum Mie               | 三重総合文化センター        |
| 2017年 | YOMEIRI                                             | 亀山トリエンナーレ2017      | 旧加藤家屋敷                |
| 2018年 | BLOOD COLOR                                         | Art Forum Mie               | 三重総合文化センター        |
| 2022年 | Module Bath                                         | 亀山トリエンナーレ2022      | 旧加藤家屋敷                |
| 2023年 | Information Error vol.1                             | Art Forum Mie               | 三重総合文化センター        |
| 2023年 | Information Error vol.2                             | 青いツノ                    |                             |
| 2023年 | Information Error vol.3                             | ギャラリ想 (愛知）          |                             |
| 2024年 | Information Error vol.4 - Sound of Night vision     | シーサイドスタジオCASO 大阪 | 4 ROOMS ART( P.A.D. vol.57) |
| 2024年 | Information Error vol.5 - a false wolrd             | 明治天皇行在所              | 亀山トリエンナーレ2024      |
| 2025年 | Fermentation Ambient Night Video Installation       | Seedbed gallery             | Restaurant CULTIVATE        |

## ディスコグラフィー
| 発売   | タイトル                                     | 備考                          |
| ------ | -------------------------------------------- | ----------------------------- |
| 1999年 | Meditation with Ancient Plants               | CDアルバム                    |
| 2008年 | Noah's ark                                   | CDアルバム                    |
| 2009年 | seven colors. なないろ                       | 下村美佐＆大岡英介 CDアルバム |
| 2012年 | Underground Storage Gallery                  | CDアルバム                    |
| 2014年 | Road of the sun（太陽の道）                  | CDアルバム                    |
| 2018年 | Day-To-Day Operations                        | CDミニアルバム                |
| 2019年 | Installation Of Video Soundtracks CD Edition | CDアルバム                    |
| 2021年 | Fractal Drops                                | CD＆デジタル配信              |
| 2023年 | Sound of Night vision                        | CD＆デジタル配信              |

### デジタル配信
| 発売   | タイトル                                                      | 備考                                              |
| ------ | ------------------------------------------------------------- | ------------------------------------------------- |
| 2009年 | Homemade Journey                                              | 下村美佐＆大岡英介 ミニアルバム・CD＆デジタル配信 |
| 2009年 | SNEEZE                                                        | 下村美佐＆大岡英介 シングル・デジタル配信         |
| 2012年 | Kira Full Color Emotion                                       | London, UK @jack_lane                             |
| 2019年 | Under Water Resilience                                        | ミニアルバム・デジタル配信                        |
| 2021年 | Lonely tertiary structure world 孤独な三次構造                | デジタル配信                                      |
| 2021年 | Fractal Drops                                                 | CD＆デジタル配信                                  |
| 2021年 | Sleep Circuit - Origin                                        | シングル デジタル配信                             |
| 2022年 | In The Clouds / Live Performance                              | シングル・デジタル配信                            |
| 2022年 | Circulating waves                                             | シングル・デジタル配信                            |
| 2022年 | Recollection room                                             | ミニアルバム・デジタル配信                        |
| 2022年 | EVE                                                           | シングル・デジタル配信                            |
| 2023年 | Sound of Night vision                                         | ミニアルバム・CD＆デジタル配信                    |
| 2023年 | Blood Color - Resilience                                      | デジタル配信                                      |
| 2025年 | Underground Storage Gallery - remaster                        | デジタル配信                                      |
| 2025年 | Road of the sun - remaster                                    | デジタル配信                                      |
| 2025年 | The Future Eve featuring Robert Wyatt gHoSt 07 (Extended Mix) | FLAU record label デジタル配信                    |

### カセットリリース（ソロ時代）
| 発売   | タイトル                                                 | 備考                                  |
| ------ | -------------------------------------------------------- | ------------------------------------- |
| 1994年 | September                                                | ２曲入りシングル                      |
| 2017年 | Sundays With Celladore #003 サンディエゴ・カリフォルニア | １曲参加。慈善団体No Kid Hungryに寄付 |
| 2019年 | Installation Of Video Soundtracks                        | 6曲入り                               |

### カセットリリース（バンド時代）
- COOL THE ADVETUTUERS

| 発売   | タイトル                     | 備考    |
| ------ | ---------------------------- | ------- |
| 1987年 | NO.1                         | 6曲入り |
| 1988年 | RUIN THE BLUE                | 6曲入り |
| 1989年 | CONVICTION                   | 2曲入り |
| 1991年 | BEST OF COOL THE ADVETUTUERS | 6曲入り |

映画音楽
| 年     |                         | 監督            | 備考                 |
| ------ | ----------------------- | --------------- | -------------------- |
| 2008年 | 恋慕 REN-BO 短編映画DVD | 脚本 辻ノリユキ | 歌舞伎昌三（岡田昌） |
| 2021年 | 紡ぐ                    | 高明            | 高橋理紗             |